# Ich hasse Kinder
Ich hasse Kinder è un singolo del cantante tedesco Till Lindemann, pubblicato il 1º giugno 2021.

## Video musicale
Il video, diretto da Serghey Grey e girato a Mosca, si caratterizza per svariate scene NSFW (passando per esplosioni, sangue e sezionamento di corpi umani) che vengono alternate ad altre in cui Lindemann canta il brano circondato da vari bambini.

## Tracce
Testi di Till Lindemann, musiche di Sky van Hoff.
Download digitale
1. Ich hasse Kinder – 3:52
2. Ich hasse Kinder (AlterBoyz Remix) – 3:25
3. Ich hasse Kinder (Ship Her Son Remix) – 3:56

CD, 7"
1. Ich hasse Kinder – 3:52
2. Ich hasse Kinder (AlterBoyz Remix) – 3:25

## Formazione
- Till Lindemann – voce, produzione
- Sky van Hoff – strumentazione, produzione, ingegneria del suono, missaggio
- Jens Dreesen – batteria
- Svante Forsbäck – mastering

## Classifiche
| Classifica (2021) | Posizione massima |
| ----------------- | ----------------- |
| Germania          | 12                |